# Polilla

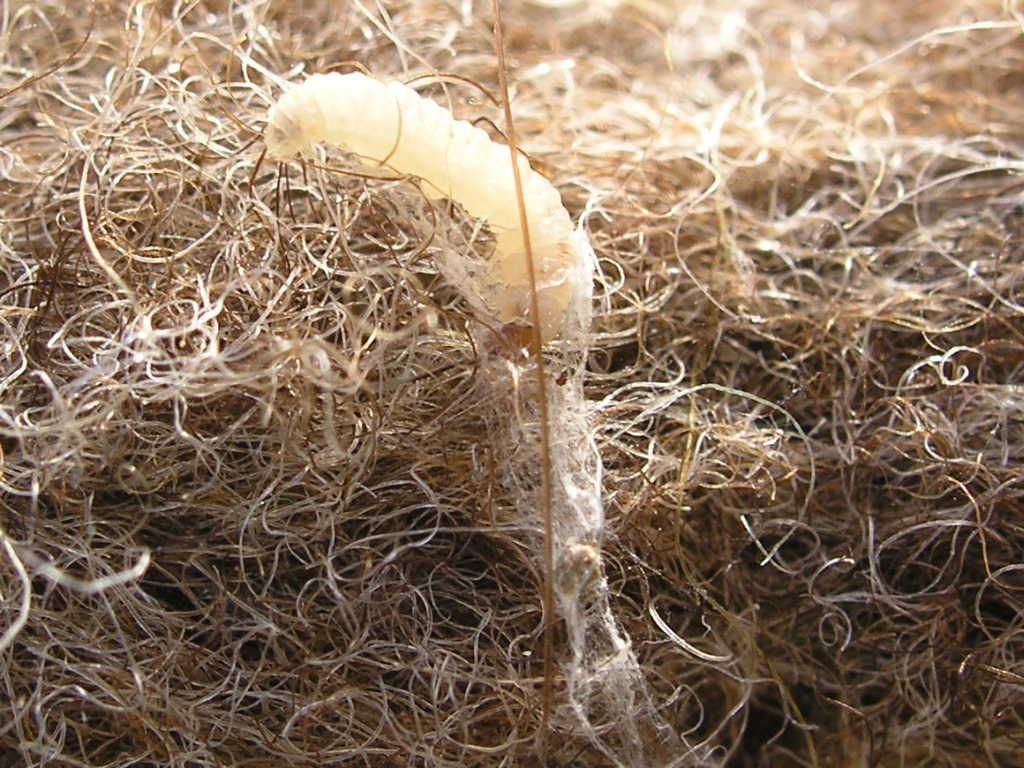
Larva de Tineola bisselliella, la polilla común de la ropa.

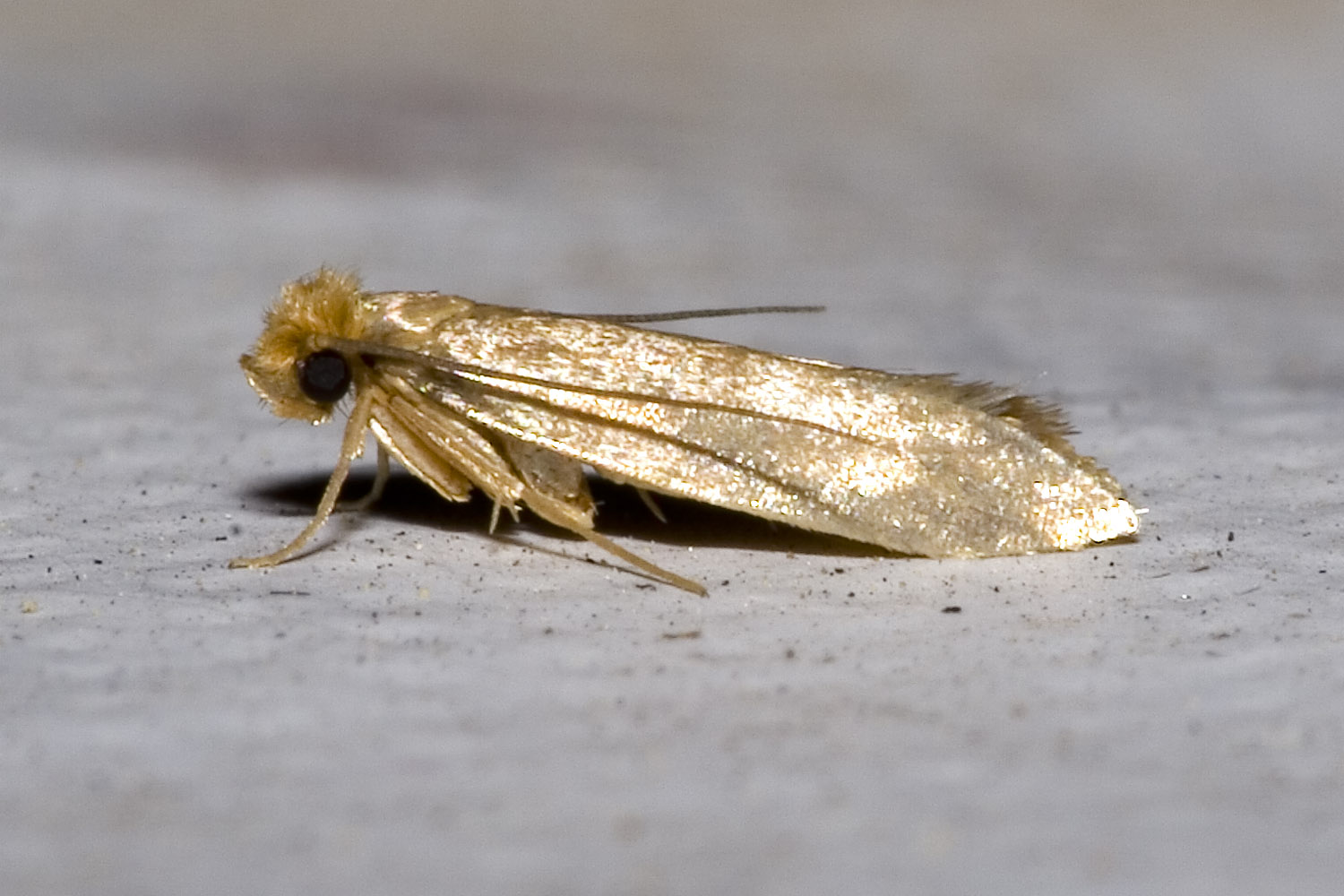
Imago (adulto) de Tineola bisselliella, la polilla de la ropa.

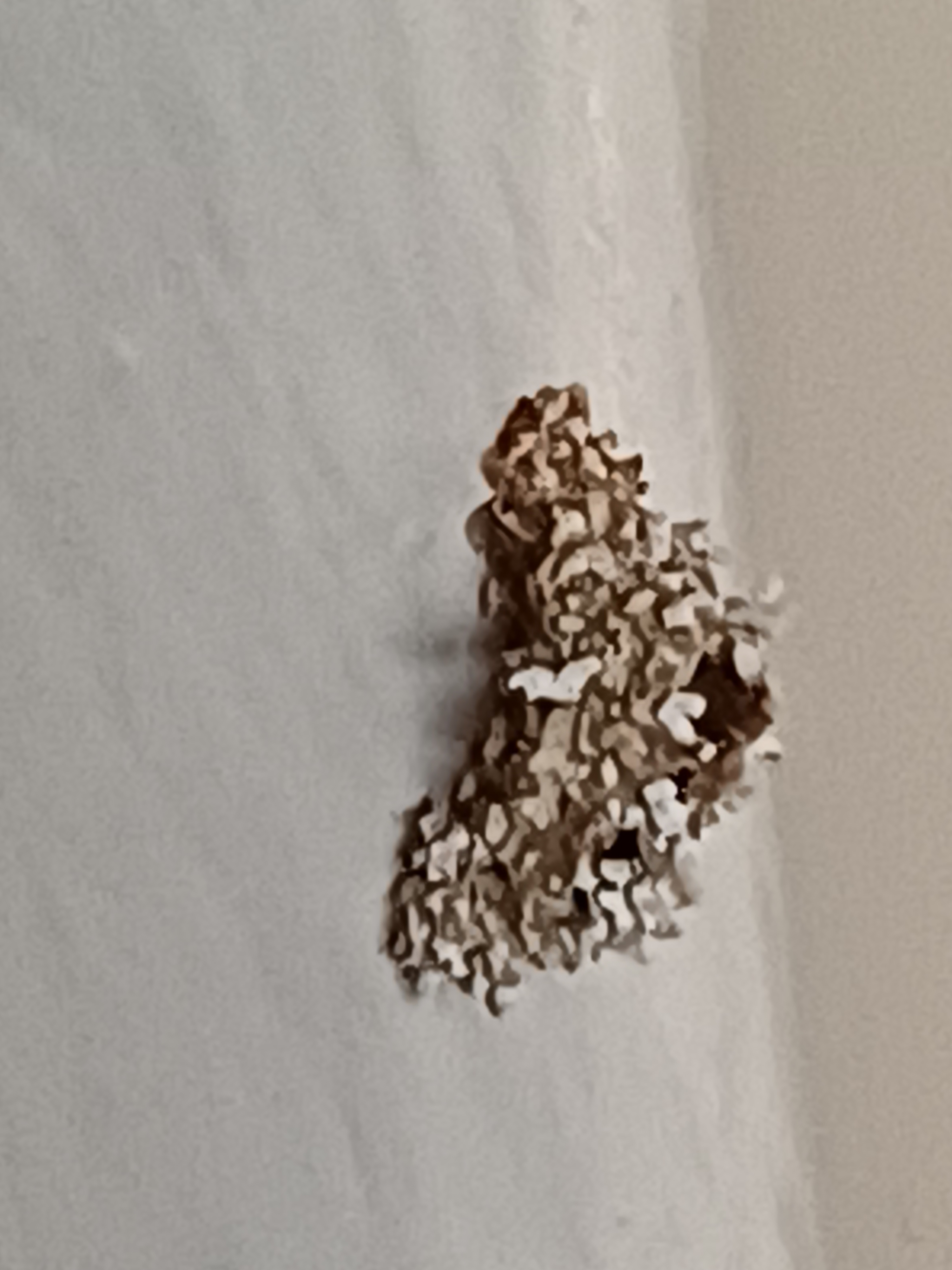
Una galería o túnel de excavación hecho por larvas de polilla en el yeso de la pared, en una casa de la Ciudad de México.

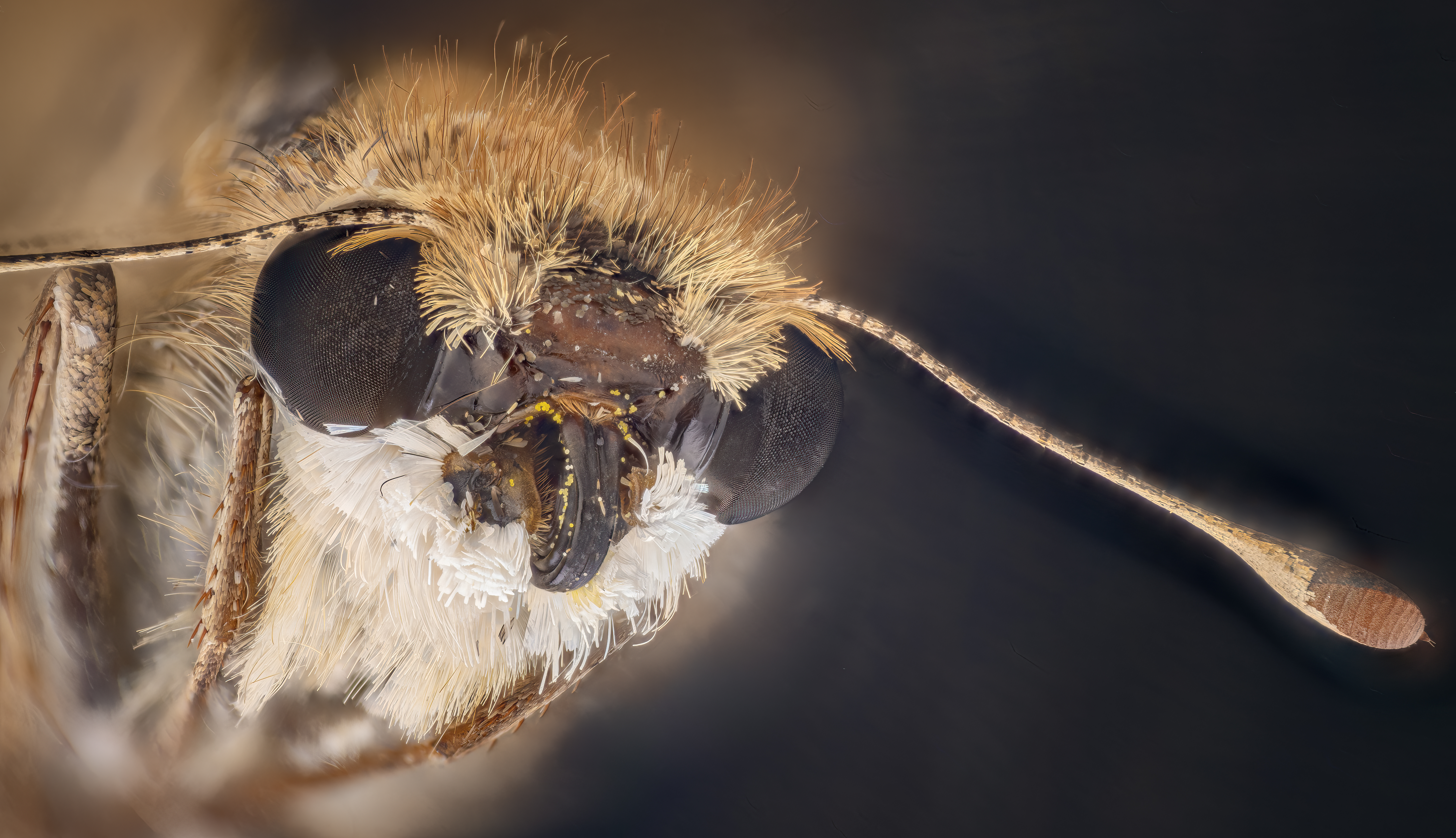
Cabeza de polilla, detalles

La palabra polilla designa, en español, primariamente a diversos insectos que proliferan en algunos alimentos o bienes materiales importantes en el hogar, como la ropa o los muebles. También a menudo designa a todos los lepidópteros de hábitos nocturnos, incluso si no son dañinos.
A menudo se usa la palabra polilla para referirse a las mariposas nocturnas, una gran variedad de lepidópteros sin rango taxonómico, pero agrupados bajo Heterocera. Esto ocurre a menudo debido a las traducciones de la palabra inglesa "moth" como "polilla". En muchos casos, es prudente descartar el enlace a esta página y, en cambio, dirigirse a Heterocera.[cita requerida]
- Se llama polilla en español principalmente a diversas mariposas pequeñas y nocturnas cuyas larvas devoran los alimentos almacenados o los enseres domésticos, tales como la ropa y el papel. Se encuadran en al menos cuatro familias del orden lepidópteros, los tineidos, los pirálidos, los geléquidos y los tortrícidos, pero también en otras.
  - Hay tres especies de tineidos que merecen mención específica:
    - Tineola bisselliella es la polilla común de la ropa, que ataca los tejidos de lana.
    - Tinea pellionella es la polilla portaestuche, llamada así por el estuche que fabrican y que usan para arrastrar sus larvas, parásitas también de la ropa.
    - Trichophaga tapetzella es la polilla de las alfombras.

  - Entre los pirálidos hay diversas especies cuyas larvas atacan a granos y forrajes almacenados, además de diversas especies que parasitan las colmenas, causando daños a las colonias. Merecen citarse:
    - Galleria mellonella, la polilla de las abejas o polilla de la cera.
    - Achroia grisella, la polilla menor de las abejas.
    - Ephestia kuehniella, la polilla de la harina (no confundir con la polilla India de la harina, o palomilla bandeada, Plodia interpunctella)

  - De la familia geléquidos:
    - Phthorimaea operculella, la polilla de la patata o papa, que se alimenta de diversas solanáceas de importancia económica, sobre todo la patata o papa, a la que afectan tanto en el campo como en el almacén.

  - De la familia Cossidae, polillas de la madera y polillas de las alfombras.
  - De la familia Tortricidae
    - Lobesia botrana,  polilla de la uva o polilla del racimo.
    - Cydia pomonella, polilla de la manzana.
- También se llama polillas a insectos de otros órdenes que apolillan alimentos u objetos domésticos.
  - Del orden coleópteros, el cerambícido Hylotrupes bajulus, la polilla de la madera, o el curculiónido Anacentrinus saccharidis, la polilla de la caña de azúcar.
- Se llama polilla de mar a los moluscos bivalvos que atacan la madera de los barcos o de los pilotes en los embarcaderos, miembros de la familia Teredinidae, más comúnmente conocidos como bromas.

## Extensión del significado
Por extensión, la palabra designa a menudo a todos los lepidópteros de hábitos nocturnos, es decir, al suborden parafilético Heterocera, el cual agrupa a las llamadas mariposas nocturnas.

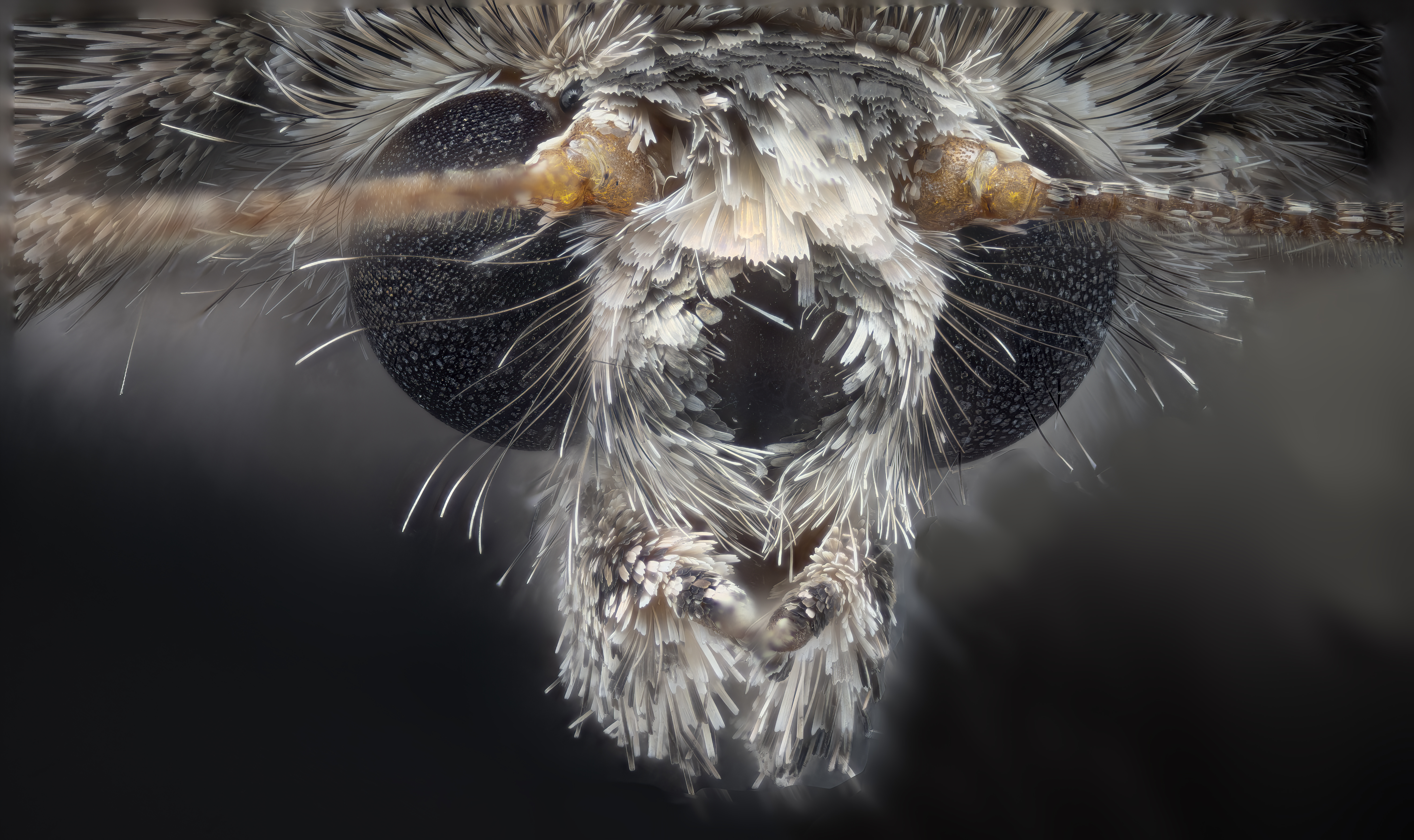
Cabeza de polilla

## Etimología
La etimología de la palabra polilla está en el mozárabe paulilla, que se encuentra en el dialecto andaluz como apaularse y apaulillarse, que significa estar los cereales comidos por la polilla o el tizón; probablemente estos términos se relacionan con el latín pabulare, comer (los animales). El Diccionario de autoridades de la Real Academia Española (1737) define la polilla como un «gusanillo que se cría en la ropa, y la róe y destruye» (sic). Progresivamente se incorporó al diccionario de la Real Academia como segunda acepción la pequeña mariposa cuyas larvas tienen ese comportamiento, para quedar como primera desde la edición de 1899. Incluso en la edición más reciente el término sigue refiriéndose solo a esas mariposas, y a ninguna otra. María Moliner, sin embargo, admite como cuarta acepción la que hace a polilla equivaler con mariposa nocturna que acude a la luz. Esta definición incluye a cualquier lepidóptero que acuda por la noche a la luz, lo que hacen la mayoría de las mariposas fuera de los ropalóceros. En la literatura en inglés se ha dado en llamar moths, palabra que originalmente significaba bicho que apolilla, a todos los lepidópteros no ropalóceros, y eso ha influido también, por intermedio de las traducciones, en que el término polilla vaya adquiriendo ese significado.

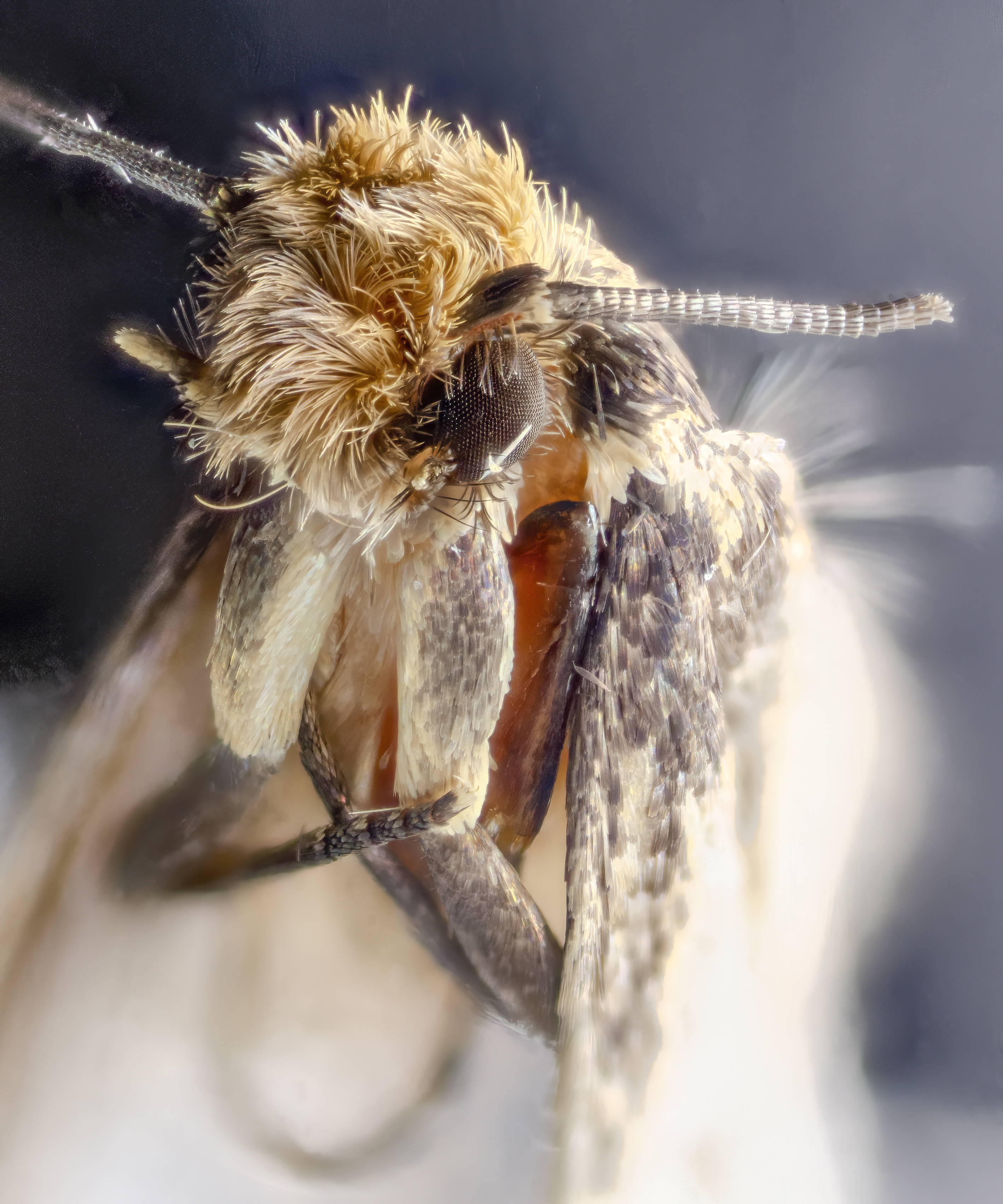
Polilla de la ropa, cabeza y ojo

## La polilla en la cultura popular
Generalmente, en algunos países de Iberoamérica, las polillas, en el sentido de los heteróceros, y unas cuantas especies de mariposas negras se consideran de mal agüero porque supuestamente atraen males como la muerte u otros aspectos oscuros en la vida cotidiana. Sin embargo en algunas islas del océano Pacífico así como en el sureste de los Estados Unidos se le atribuye ser un mensajero de riqueza económica.
También en la cultura popular se ha dado a conocer en los cómics, en la televisión y el cine de horror y ciencia ficción como criatura venida del espacio, más específicamente como criatura alienígena. Por otra parte, en los cómics de la editorial DC Comics existe un villano enemigo de Batman, llamado la Polilla Asesina. En el cine japonés se conoce a una criatura que ha sido enemiga de Godzilla, llamada Mothra (en inglés moth significa polilla), que ha tenido varios encuentros con el afamado monstruo japonés.
En 2016 la banda de thrash metal y heavy metal Metallica lanzó su décimo álbum de estudio, Hardwired... to Self-Destruct, donde aparece la canción Moth into Flame inspirada en Amy Winehouse.